# Xaxajatic
Xaxajatic är en ort i Mexiko.   Den ligger i kommunen Chilón och delstaten Chiapas, i den sydöstra delen av landet, 800 km öster om huvudstaden Mexico City. Xaxajatic ligger 809 meter över havet och antalet invånare är 503.
Terrängen runt Xaxajatic är kuperad åt sydost, men åt nordväst är den bergig. Runt Xaxajatic är det ganska tätbefolkat, med 54 invånare per kvadratkilometer. Närmaste större samhälle är Yajalón, 18,9 km väster om Xaxajatic. I omgivningarna runt Xaxajatic växer i huvudsak städsegrön lövskog.